# Voskodavînți, Kozeatîn
Voskodavînți (în ucraineană Воскодавинці) este localitatea de reședință a comunei Voskodavînți din raionul Kozeatîn, regiunea Vinnița, Ucraina.

## Demografie
Componența lingvistică a localității Voskodavînți
     Ucraineană (98,26%)
     Rusă (1,39%)
Conform recensământului din 2001, majoritatea populației localității Voskodavînți era vorbitoare de ucraineană (98,26%), existând în minoritate și vorbitori de rusă (1,39%).